# Flume (Musiker)

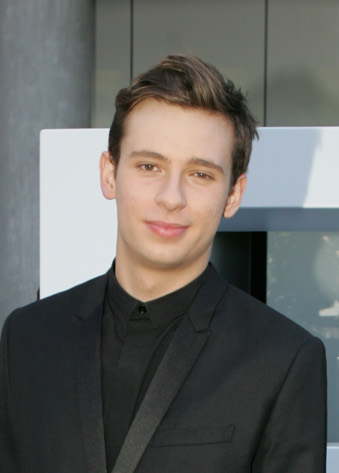
Flume (2013)

Flume (* 5. November 1991 in Sydney; eigentlich Harley Edward Streten) ist ein australischer Electronica-DJ und Musikproduzent aus Manly, Sydney.

## Leben
Flume begann eigenen Angaben nach bereits im Alter von 13 Jahren mit der Produktion von Beats, nachdem er ein Musikprogramm als Beilage einer Cornflakes-Packung entdeckte. Seine Debüt-EP Sleepless erschien 2011 über Future Classics. Ein Remix des Liedes Zimbabwe von New Navy wurde auf Pedestrian.tv ausgestrahlt und fand Verwendung in einem Clip der Musikvideoshow Rage. 2012 spielte er eine Australien-Tour sowie auf diversen Festivals in Australien. Im November 2012 folgte das Debütalbum Flume, das Anfang Februar 2013 Platz eins der australischen Albumcharts erreichte.
Als Flumes größter Erfolg gilt sein Remix zur Single You & Me der britischen Band Disclosure aus dem Jahr 2013, der gleichzeitig der erste kommerzielle Erfolg des elektronischen Genres Future-Bass war. Im Jahr 2018 coverte das Rundfunk-Tanzorchester Ehrenfeld den Remix im Rahmen einer Ausgabe des ZDF Neo Magazin Royals.
Bei den ARIA Awards im folgenden Jahr war Flume mit vier Auszeichnungen der erfolgreichste Künstler. Er bekam neben dem Newcomer-Award auch den Preis als bester männlicher Künstler und als Produzent des Jahres, das Album Flume wurde als bestes Dance-Album geehrt.
Bei den in den USA verliehenen Grammy Awards 2017 erhielt sein Album Skin die Auszeichnung als bestes Dance-/Electronic-Album. An Neujahr 2022 kündigte er ein neues Musikprojekt für dasselbe Jahr an.

## Diskografie

### Studioalben
| Jahr | Titel   | Höchstplatzierung, Gesamtwochen, AuszeichnungChartplatzierungen (Jahr, Titel, Platzierungen, Wochen, Auszeichnungen, Anmerkungen) | Höchstplatzierung, Gesamtwochen, AuszeichnungChartplatzierungen (Jahr, Titel, Platzierungen, Wochen, Auszeichnungen, Anmerkungen) | Höchstplatzierung, Gesamtwochen, AuszeichnungChartplatzierungen (Jahr, Titel, Platzierungen, Wochen, Auszeichnungen, Anmerkungen) | Höchstplatzierung, Gesamtwochen, AuszeichnungChartplatzierungen (Jahr, Titel, Platzierungen, Wochen, Auszeichnungen, Anmerkungen) | Höchstplatzierung, Gesamtwochen, AuszeichnungChartplatzierungen (Jahr, Titel, Platzierungen, Wochen, Auszeichnungen, Anmerkungen) | Höchstplatzierung, Gesamtwochen, AuszeichnungChartplatzierungen (Jahr, Titel, Platzierungen, Wochen, Auszeichnungen, Anmerkungen) | Höchstplatzierung, Gesamtwochen, AuszeichnungChartplatzierungen (Jahr, Titel, Platzierungen, Wochen, Auszeichnungen, Anmerkungen) | Anmerkungen                            |
| Jahr | Titel   | DE | AT | CH | UK | US | Dance | AU | Anmerkungen                            |
| ---- | ------- | --- | --- | --- | --- | --- | --- | --- | -------------------------------------- |
| 2012 | Flume   | — | — | — | — | — | Dance12 (52 Wo.)Dance | AU1 ×2Doppelplatin · (67 Wo.)AU                                                                                                   | Erstveröffentlichung: 9. November 2012 |
| 2016 | Skin    | DE43 (2 Wo.)DE | AT25 (1 Wo.)AT | CH20 (1 Wo.)CH | UK25 (2 Wo.)UK | US8 Gold · (36 Wo.)US | Dance1 (130 Wo.)Dance | AU1 Platin · (32 Wo.)AU | Erstveröffentlichung: 27. Mai 2016     |
| 2022 | Palaces | — | — | CH74 (1 Wo.)CH | — | US162 (1 Wo.)US | — | AU3 (2 Wo.)AU | Erstveröffentlichung: 20. Mai 2022     |

### Mixtapes
| Jahr | Titel                       | Höchstplatzierung, Gesamtwochen, AuszeichnungChartplatzierungen (Jahr, Titel, Platzierungen, Wochen, Auszeichnungen, Anmerkungen) | Höchstplatzierung, Gesamtwochen, AuszeichnungChartplatzierungen (Jahr, Titel, Platzierungen, Wochen, Auszeichnungen, Anmerkungen) | Höchstplatzierung, Gesamtwochen, AuszeichnungChartplatzierungen (Jahr, Titel, Platzierungen, Wochen, Auszeichnungen, Anmerkungen) | Höchstplatzierung, Gesamtwochen, AuszeichnungChartplatzierungen (Jahr, Titel, Platzierungen, Wochen, Auszeichnungen, Anmerkungen) | Höchstplatzierung, Gesamtwochen, AuszeichnungChartplatzierungen (Jahr, Titel, Platzierungen, Wochen, Auszeichnungen, Anmerkungen) | Höchstplatzierung, Gesamtwochen, AuszeichnungChartplatzierungen (Jahr, Titel, Platzierungen, Wochen, Auszeichnungen, Anmerkungen) | Höchstplatzierung, Gesamtwochen, AuszeichnungChartplatzierungen (Jahr, Titel, Platzierungen, Wochen, Auszeichnungen, Anmerkungen) | Anmerkungen                         |
| Jahr | Titel                       | DE | AT | CH | UK | US | Dance | AU | Anmerkungen                         |
| ---- | --------------------------- | --- | --- | --- | --- | --- | --- | --- | ----------------------------------- |
| 2019 | Hi This Is Flume            | — | — | — | — | US185 (1 Wo.)US | Dance2 (4 Wo.)Dance | AU11 (2 Wo.)AU | Erstveröffentlichung: 20. März 2019 |
| 2023 | Arrived Anxious, Left Bored | — | — | — | — | — | — | — | Erstveröffentlichung: 3. Mai 2023   |

### EPs
| Jahr | Titel                | Höchstplatzierung, Gesamtwochen, AuszeichnungChartplatzierungen (Jahr, Titel, Platzierungen, Wochen, Auszeichnungen, Anmerkungen) | Höchstplatzierung, Gesamtwochen, AuszeichnungChartplatzierungen (Jahr, Titel, Platzierungen, Wochen, Auszeichnungen, Anmerkungen) | Höchstplatzierung, Gesamtwochen, AuszeichnungChartplatzierungen (Jahr, Titel, Platzierungen, Wochen, Auszeichnungen, Anmerkungen) | Höchstplatzierung, Gesamtwochen, AuszeichnungChartplatzierungen (Jahr, Titel, Platzierungen, Wochen, Auszeichnungen, Anmerkungen) | Höchstplatzierung, Gesamtwochen, AuszeichnungChartplatzierungen (Jahr, Titel, Platzierungen, Wochen, Auszeichnungen, Anmerkungen) | Höchstplatzierung, Gesamtwochen, AuszeichnungChartplatzierungen (Jahr, Titel, Platzierungen, Wochen, Auszeichnungen, Anmerkungen) | Höchstplatzierung, Gesamtwochen, AuszeichnungChartplatzierungen (Jahr, Titel, Platzierungen, Wochen, Auszeichnungen, Anmerkungen) | Anmerkungen                                            |
| Jahr | Titel                | DE | AT | CH | UK | US | Dance | AU | Anmerkungen                                            |
| ---- | -------------------- | --- | --- | --- | --- | --- | --- | --- | ------------------------------------------------------ |
| 2013 | Lockjaw              | — | — | — | — | — | — | AU— ×2DoppelplatinAU | Erstveröffentlichung: 22. November 2013 mit Chet Faker |
| 2016 | Skin Companion EP I  | — | — | — | — | — | Dance3 (2 Wo.)Dance | AU29 (1 Wo.)AU | Erstveröffentlichung: 25. November 2016                |
| 2017 | Skin Companion EP II | — | — | — | — | — | Dance11 (1 Wo.)Dance | — | Erstveröffentlichung: 17. Februar 2017                 |
| 2019 | Quits EP             | — | — | — | — | — | — | AU— GoldAU | Erstveröffentlichung: 2. August 2019                   |

### Singles
| Jahr | Titel Album                                               | Höchstplatzierung, Gesamtwochen, AuszeichnungChartplatzierungen (Jahr, Titel, Album, Platzierungen, Wochen, Auszeichnungen, Anmerkungen) | Höchstplatzierung, Gesamtwochen, AuszeichnungChartplatzierungen (Jahr, Titel, Album, Platzierungen, Wochen, Auszeichnungen, Anmerkungen) | Höchstplatzierung, Gesamtwochen, AuszeichnungChartplatzierungen (Jahr, Titel, Album, Platzierungen, Wochen, Auszeichnungen, Anmerkungen) | Höchstplatzierung, Gesamtwochen, AuszeichnungChartplatzierungen (Jahr, Titel, Album, Platzierungen, Wochen, Auszeichnungen, Anmerkungen) | Höchstplatzierung, Gesamtwochen, AuszeichnungChartplatzierungen (Jahr, Titel, Album, Platzierungen, Wochen, Auszeichnungen, Anmerkungen) | Höchstplatzierung, Gesamtwochen, AuszeichnungChartplatzierungen (Jahr, Titel, Album, Platzierungen, Wochen, Auszeichnungen, Anmerkungen) | Höchstplatzierung, Gesamtwochen, AuszeichnungChartplatzierungen (Jahr, Titel, Album, Platzierungen, Wochen, Auszeichnungen, Anmerkungen) | Anmerkungen                                                       |
| Jahr | Titel Album                                               | DE | AT | CH | UK | US | Dance | AU | Anmerkungen                                                       |
| --- | --------------------------------------------------------- | --- | --- | --- | --- | --- | --- | --- | ----------------------------------------------------------------- |
| 2012 | Holdin’ On Flume                                          | — | — | — | — | — | — | AU17 ×2Doppelplatin · (18 Wo.)AU | Erstveröffentlichung: 9. November 2012                            |
| 2013 | Drop the Game Lowjack                                     | — | — | — | UK— SilberUK | — | — | AU18 ×2Doppelplatin · (14 Wo.)AU | Erstveröffentlichung: 18. November 2013 mit Chet Faker            |
| 2015 | Some Minds –                                              | — | — | — | — | — | Dance19 (2 Wo.)Dance | AU27 Gold · (4 Wo.)AU | Erstveröffentlichung: 29. Mai 2015 mit Andrew Wyatt               |
| 2016 | Never Be Like You Skin                                    | DE49 Gold · (24 Wo.)DE | AT48 (9 Wo.)AT | CH33 (28 Wo.)CH | UK95 Platin · (1 Wo.)UK | US20 ×2Doppelplatin · (26 Wo.)US | Dance3 (51 Wo.)Dance | AU1 ×7Siebenfachplatin · (47 Wo.)AU | Erstveröffentlichung: 16. Januar 2016 feat. Kai                   |
| 2016 | Smoke & Retribution Skin                                  | — | — | — | — | — | Dance18 (8 Wo.)Dance | AU23 Gold · (1 Wo.)AU | Erstveröffentlichung: 29. Januar 2016 feat. Vince Staples & Kučka |
| 2016 | Say It Skin                                               | — | — | — | UK69 Gold · (1 Wo.)UK | US60 Gold · (4 Wo.)US | — | AU5 ×4Vierfachplatin · (36 Wo.)AU | Erstveröffentlichung: 22. April 2016 feat. Tove Lo                |
| 2017 | Hyperreal –                                               | — | — | — | — | — | Dance36 (3 Wo.)Dance | — | Erstveröffentlichung: 5. Mai 2017 feat. Kučka                     |
| 2019 | Friends –                                                 | — | — | — | — | — | Dance18 (2 Wo.)Dance | — | Erstveröffentlichung: 27. März 2019 feat. Reo Cragun              |
| 2019 | Let You Know –                                            | — | — | — | — | — | Dance20 (2 Wo.)Dance | AU31 Gold · (2 Wo.)AU | Erstveröffentlichung: 14. Juni 2019 feat. London Grammar          |
| 2019 | Rushing Back –                                            | — | — | — | — | — | Dance12 (20 Wo.)Dance | AU8 ×6Sechsfachplatin · (34 Wo.)AU | Erstveröffentlichung: 27. September 2019 feat. Vera Blue          |
| 2020 | The Difference –                                          | — | — | — | UK— SilberUK | — | Dance10 (20 Wo.)Dance | AU23 (3 Wo.)AU | Erstveröffentlichung: 11. März 2020 feat. Toro Y Moi              |
| 2022 | Say Nothing Palaces                                       | — | — | — | — | — | Dance12 (19 Wo.)Dance | AU4 ×2Doppelplatin · (13 Wo.)AU | Erstveröffentlichung: 2. Februar 2022 feat. May-A                 |
| 2022 | Sirens Palaces                                            | — | — | — | — | — | Dance24 (3 Wo.)Dance | — | Erstveröffentlichung: 1. April 2022 feat. Caroline Polachek       |
| 2022 | Escape Palaces                                            | — | — | — | — | — | Dance28 (2 Wo.)Dance | — | Erstveröffentlichung: 24. April 2022 feat. Kučka & Quiet Bison    |
| 2022 | Palaces                                                   | — | — | — | — | — | Dance49 (1 Wo.)Dance | — | Erstveröffentlichung: 24. April 2022 feat. Damon Albarn           |
| 2022 | Hollow Palaces                                            | — | — | — | — | — | Dance22 (2 Wo.)Dance | — | Erstveröffentlichung: 17. Mai 2022 feat. Emma Luise               |
| Folgende Lieder erschienen nicht als Single, wurden aber durch das Album zum Download und Streaming bereitgestellt und konnten somit eine Platzierung erlangen: |                                                           | | | | | | | |                                                                   |
| |                                                           | | | | | | | |                                                                   |
| 2016 | Wall F**k Skin                                            | — | — | — | — | — | Dance29 (1 Wo.)Dance | — |                                                                   |
| 2016 | Lose It Skin                                              | — | — | — | — | — | Dance30 (3 Wo.)Dance | — | feat. Vic Mensa                                                   |
| 2016 | Tiny Cities Skin                                          | — | — | — | — | — | Dance31 (2 Wo.)Dance | — | feat. Beck                                                        |
| 2016 | Take A Chance Skin                                        | — | — | — | — | — | Dance41 (1 Wo.)Dance | — | feat. Little Dragon                                               |
| 2016 | Helix Skin                                                | — | — | — | — | — | Dance46 (1 Wo.)Dance | — |                                                                   |
| 2016 | Trust Skin Companion EP I                                 | — | — | — | — | — | Dance34 (1 Wo.)Dance | — |                                                                   |
| 2016 | Heater Skin Companion EP I                                | — | — | — | — | — | Dance44 (1 Wo.)Dance | — |                                                                   |
| 2019 | Jewel Hi This Is Flume                                    | — | — | — | — | — | Dance35 (1 Wo.)Dance | — |                                                                   |
| 2019 | High Beams Hi This Is Flume                               | — | — | — | — | — | Dance37 (1 Wo.)Dance | — | mit HWLS feat. Slowthai                                           |
| 2019 | Ecdysis Hi This Is Flume                                  | — | — | — | — | — | Dance43 (1 Wo.)Dance | — |                                                                   |
| 2019 | Quits                                                     | — | — | — | — | — | Dance30 (1 Wo.)Dance | — | feat. Reo Cragun                                                  |
| 2022 | Highest Building Palaces                                  | — | — | — | — | — | Dance12 (4 Wo.)Dance | — | feat. Oklou                                                       |
| 2022 | I Can’t Tell Palaces                                      | — | — | — | — | — | Dance24 (1 Wo.)Dance | — | feat. Lauriel                                                     |
| 2022 | DHLC Palaces                                              | — | — | — | — | — | Dance31 (1 Wo.)Dance | — |                                                                   |
| 2022 | Get U Palaces                                             | — | — | — | — | — | Dance40 (1 Wo.)Dance | — |                                                                   |
| 2022 | Jasper’s Song Palaces                                     | — | — | — | — | — | Dance44 (1 Wo.)Dance | — |                                                                   |
| 2022 | Go Palaces                                                | — | — | — | — | — | Dance45 (1 Wo.)Dance | — |                                                                   |
| 2022 | Love Light Palaces                                        | — | — | — | — | — | Dance47 (1 Wo.)Dance | — |                                                                   |
| 2023 | Chalk 1.3.3 (2017 Export Wav) Arrived Anxious, Left Bored | — | — | — | — | — | Dance44 (1 Wo.)Dance | — |                                                                   |

Weitere Singles
- 2011: Sleepless (feat. Jezzabell, AU: Gold)
- 2012: On Top (feat. T.Shirt, AU: Gold)
- 2013: You and Me (Disclosure feat. Eliza Doolittle Remix)
- 2016: My Boo (feat. Vince Staples, Kučka, Ngaiire & Vera Blue)
- 2019: How to Build a Relationship (feat. JPEGMafia)
- 2022: Say Nothing (Tchami Remix) (feat. May-A, Tchami)

## Auszeichnungen für Musikverkäufe
| Goldene Schallplatte - Dänemark - 2019: für die Single Never Be Like You - Italien - 2016: für die Single Never Be Like You - Kanada - 2016: für die Single Say It - Neuseeland - 2018: für die Single Smoke & Retribution - 2023: für das Album Lockjaw Platin-Schallplatte - Belgien - 2016: für die Single Never Be Like You - Neuseeland - 2020: für die Single Sleepless - 2020: für die Single On Top - 2024: für das Lied Insane | 2× Platin-Schallplatte - Kanada - 2016: für die Single Never Be Like You - Neuseeland - 2023: für die Single Drop the Game - 2023: für die Single Rushing Back 3× Platin-Schallplatte - Neuseeland - 2024: für das Album Flume - 2024: für das Album Skin - 2024: für die Single Holdin’ On 5× Platin-Schallplatte - Neuseeland - 2025: für die Single Say It 7× Platin-Schallplatte - Neuseeland - 2025: für die Single Never Be Like You Diamantene Schallplatte - Frankreich - 2024: für die Single Never Be Like You |

Anmerkung: Auszeichnungen in Ländern aus den Charttabellen bzw. Chartboxen sind in ebendiesen zu finden.
| Land/RegionAuszeichnungen für Musikverkäufe (Land/Region, Auszeichnungen, Verkäufe, Quellen) | Silber     | Gold       | Platin       | Diamant  | Verkäufe  | Quellen              |
| -------------------------------------------------------------------------------------------- | ---------- | ---------- | ------------ | -------- | --------- | -------------------- |
| Australien (ARIA)                                                                            | —          | 6× Gold6   | 28× Platin28 | —        | 2.170.000 | aria.com.au          |
| Belgien (BRMA)                                                                               | —          | —          | Platin1      | —        | 30.000    | ultratop.be          |
| Dänemark (IFPI)                                                                              | —          | Gold1      | —            | —        | 45.000    | ifpi.dk              |
| Deutschland (BVMI)                                                                           | —          | Gold1      | —            | —        | 200.000   | musikindustrie.de    |
| Frankreich (SNEP)                                                                            | —          | —          | —            | Diamant1 | 333.333   | snepmusique.com      |
| Italien (FIMI)                                                                               | —          | Gold1      | —            | —        | 25.000    | fimi.it              |
| Kanada (MC)                                                                                  | —          | Gold1      | 2× Platin2   | —        | 200.000   | musiccanada.com      |
| Neuseeland (RMNZ)                                                                            | —          | 2× Gold2   | 28× Platin28 | —        | 772.500   | radioscope.co.nz NZ2 |
| Vereinigte Staaten (RIAA)                                                                    | —          | 2× Gold2   | 2× Platin2   | —        | 3.000.000 | riaa.com             |
| Vereinigtes Königreich (BPI)                                                                 | 2× Silber2 | Gold1      | Platin1      | —        | 1.400.000 | bpi.co.uk            |
| Insgesamt                                                                                    | 2× Silber2 | 15× Gold15 | 62× Platin62 | Diamant1 |           |                      |

## Auszeichnungen und Nominierungen
| Jahr | Auszeichnung           | Kategorie                     | Werk              | Ergebnis  | Quelle |
| ---- | ---------------------- | ----------------------------- | ----------------- | --------- | ------ |
| 2013 | ARIA Music Awards      | Album of the Year             | Flume             | Nominiert | [ 8 ]  |
| 2013 | ARIA Music Awards      | Breakthrough Artist – Release | Flume             | Gewonnen  | [ 8 ]  |
| 2013 | ARIA Music Awards      | Best Male Artist              | Flume             | Gewonnen  | [ 8 ]  |
| 2013 | ARIA Music Awards      | Best Dance Release            | Flume             | Gewonnen  | [ 8 ]  |
| 2013 | ARIA Music Awards      | Producer of the Year          | Flume             | Gewonnen  | [ 8 ]  |
| 2013 | ARIA Music Awards      | Best Australian Live Act      | Flume             | Nominiert | [ 8 ]  |
| 2013 | ARIA Music Awards      | Best Video                    | Holdin On         | Nominiert | [ 8 ]  |
| 2013 | ARIA Music Awards      | Song of the Year              | Holdin On         | Nominiert | [ 8 ]  |
| 2014 | ARIA Music Awards      | Best Dance Release            | Drop the Game     | Nominiert | [ 9 ]  |
| 2015 | ARIA Music Awards      | Best Video                    | Some Minds        | Nominiert | [ 10 ] |
| 2016 | ARIA Music Awards      | Album of the Year             | Skin              | Gewonnen  | [ 11 ] |
| 2016 | ARIA Music Awards      | Best Male Artist              | Flume             | Gewonnen  | [ 11 ] |
| 2016 | ARIA Music Awards      | Best Dance Release            | Skin              | Gewonnen  | [ 11 ] |
| 2016 | ARIA Music Awards      | Best Independent Release      | Skin              | Gewonnen  | [ 11 ] |
| 2016 | ARIA Music Awards      | Best Pop Release              | Never Be Like You | Gewonnen  | [ 11 ] |
| 2016 | ARIA Music Awards      | Song of the Year              | Never Be Like You | Nominiert | [ 11 ] |
| 2016 | ARIA Music Awards      | Best Video                    | Never Be Like You | Nominiert | [ 11 ] |
| 2016 | ARIA Music Awards      | Best Australian Live Act      | Flume             | Nominiert | [ 11 ] |
| 2016 | ARIA Music Awards      | Producer of the Year          | Flume             | Gewonnen  | [ 11 ] |
| 2016 | ARIA Music Awards      | Engineer of the Year          | Flume für Skin    | Gewonnen  | [ 11 ] |
| 2016 | ARIA Music Awards      | Best Cover Art                | Skin              | Gewonnen  | [ 11 ] |
| 2017 | Billboard Music Awards | Top Dance/Electronic Album    | Skin              | Nominiert | [ 12 ] |
| 2017 | ARIA Music Awards      | Best Australian Live Act      | Flume             | Nominiert | [ 13 ] |
| 2017 | Grammy Awards          | Best Dance Recording          | Never Be Like You | Nominiert | [ 14 ] |
| 2017 | Grammy Awards          | Best Dance/Electronic Album   | Skin              | Gewonnen  | [ 14 ] |
| 2019 | ARIA Music Awards      | Best Cover Art                | Hi This is Flume  | Gewonnen  | [ 15 ] |
| 2020 | Grammy Awards          | Best Dance/Electronic Album   | Hi This is Flume  | Nominiert | [ 14 ] |
| 2020 | ARIA Music Awards      | Best Dance Release            | Rushing Back      | Nominiert | [ 16 ] |
| 2020 | ARIA Music Awards      | Song of the Year              | Rushing Back      | Nominiert | [ 16 ] |
| 2021 | Grammy Awards          | Best Dance Recording          | The Difference    | Nominiert | [ 14 ] |